# Tian

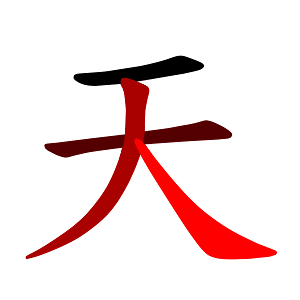
Sinograma o escritura tradicional china, 天

Tian (en chino simplificado y tradicional, 天; pinyin, tiān; literalmente, ‘cielo’) es el carácter chino que representa el cielo con sus dos significados: como espacio físico y como concepto religioso y como tal, ocupa un lugar importante dentro del mohismo, el taoísmo y el confucianismo.
El ideograma representa "lo que hay sobre los seres humanos" y daría nacimiento a la expresión "todo bajo el cielo" (天下, Tiānxià) usada con frecuencia en la literatura china para referirse al mundo, el lugar que habitan los hombres en contraposición a los inmortales, o más concretamente al imperio chino.
Tian a veces también se refiere a un dios celestial. Por eso es difícil distinguir cuándo se refiere a un ente personal o a algo impersonal. También se ha utilizado para referirse al dios católico[cita requerida].
Aunque durante la dinastía Zhou se afirmaba que su deidad Tian provenía de la dinastía Xia, los historiadores modernos creen que era original de los zhou. En el comienzo, Tian probablemente se refería a los ancestros. Tras suceder a los Shang, el Tian de los Zhou se fundió con el dios Shangdi de aquellos, adquiriendo el poder de alterar el mandato del cielo. A partir de entonces se le relacionó con el emperador, que era llamado "el hijo del Cielo".